# تا انتهای شب
تا انتهای شب (فرانسوی: Jusqu'au bout de la nuit‎) یک فیلم درام فرانسوی به کارگردانی ژرار بلن با بازی بلن و انیسه آلوینا محصول ۱۹۹۵ است. فیلم داستان مردی شصت ساله را روایت می‌کند که پس از یک محکومیت طولانی از زندان آزاد می‌شود و سعی می‌کند با زنی جوان‌تر رابطه برقرار کند، در حالی که هنوز مصمم است رها از قانون زندگی کند. بلین این فیلم را «نه یک فیلم گانگستری، بلکه یک فیلم عاشقانه و یک تراژدی بی رحمانه» توصیف می‌کند
این فیلم در دسامبر ۱۹۹۴ در لیون، ویلوربان، ونیسیو و ساتونه فیلمبرداری شد و در جشنواره جهانی فیلم مونترال و جشنواره بین‌المللی فیلم قاهره در سال ۱۹۹۵ نمایش داده شد. در ۱۳ سپتامبر ۱۹۹۵ در فرانسه اکران شد.